# Leukonyki
Leukonyki är en medicinsk term för vit missfärgning på naglar.
Tillståndet kan innebära att hela nageln eller enbart en del av denna blir missfärgad, men leukonyki innefattar även horisontella vita linjer eller vita fläckar.

## Orsaker
Bland annat:
- Fysisk skada på nageln (vanligaste orsaken)
- Zinkbrist
- Leverskada såsom cirros
- Njurfel

Total leukonyki kan bland annat orsakas av tyfus, spetälska, cirros, nagelbitande, trichinos och cytotoxiska läkemedel. Partiel leukonyki kan betraktas som en fas av total leukonyki. En och samma patient kan ha såväl partiell leukonyki som total leukonyki vid flera tillfällen i livet. Partiell leukonyki kan bland annat orsakas av Hodgkins lymfom, metastatisk karcinom eller spetälska.